# 万福店镇
万福店镇，是中华人民共和国湖北省随州市随县下辖的一个乡镇级行政单位。

## 行政区划
万福店镇下辖以下地区：
万福店社区、黑龙口村、玉皇庙村、凤凰山村、魏家岗村和三口堰村。